# Evangelisk-lutherska kyrkan i Litauen
Evangelisk-lutherska kyrkan i Litauen (litauiska: Lietuvos Evangelikų Liuteronų Bažnyčia, förkortning: LELB) är ett kristet trossamfund i Litauen. Dess historik kan dateras tillbaka till 1550, då Kaunas antog Augsburgska bekännelsen. Samfundet är med i Borgågemenskapen samt Lutherska världsförbundet.